# Щаснівська волость
Щаснівська волость — історична адміністративно-територіальна одиниця Козелецького повіту Чернігівської губернії з центром у селі Щаснівка.
Станом на 1885 рік складалася з 3 поселень, 9 сільських громад. Населення — 5025 осіб (2417 чоловічої статі та 2608 — жіночої), 1060 дворових господарства.
|                     | Площа, десятин | У тому числі орної, дес. |
| ------------------- | -------------- | ------------------------ |
| Сільських громад    | 5057           | 4507                     |
| Приватної власності | 4189           | 3419                     |
| Іншої власності     | —              | —                        |
| Загалом             | 9246           | 7926                     |

Поселення волості:
- Щаснівка — колишнє державне та власницьке містечко при річці Недра за 55 верст від повітового міста, 1251 особа, 274 двори, православна церква, постоялий будинок, лавка, винокурний завод.
- Озеряни — колишнє державне та власницьке село при річці Недра, 1566 осіб, 302 двори, православна церква, постоялий будинок, винокурний завод.
- Осовець — колишнє державне та власницьке село при річці Недра , 813 осіб, 193 двори, постоялий будинок.
- Піски — колишнє державне та власницьке село при урочищі Поділ, 1415 осіб, 291 двір, православна церква, 2 постоялих будинки, лавка.

1899 року у волості налічувалось 16 сільських громад, населення зросло до 7825 осіб (3923 чоловічої статі та 3902 — жіночої).